# Гельмут Міхалік
Гельмут Міхалік (нім. Helmut Michalik; 19 вересня 1894, Штеген, Німецька імперія — 7 червня 1944, 5 кілометрів на схід від села Праля, Румунське королівство) — німецький воєначальник, генерал-майор вермахту.

## Біографія
Син протестантського пастора Егберта Міхаліка і його дружини Іди, уродженої Браше. 8 серпня 1914 року вступив в Прусську армію. Учасник Першої світової війни. Після демобілізації армії залишений в рейхсвері. З 12 жовтня 1937 року — командир 30-го, з 10 грудня 1940 року — 110-го протитанкового дивізіону, з 25 жовтня 1941 року — 140-го стрілецького (з 5 липня 1942 року — танково-гренадерського) полку. З 1 жовтня по 19 листопада 1942 року виконував обов'язки командира 27-ї танкової дивізії. З 20 січня 1943 року — офіцер із боротьби проти танків в штабі 18-ї армії. З 21 листопада по 16 грудня 1943 року — начальник «спецштабу Міхаліка» з питань боротьби проти танків в Данії. В 1944 році направлений в групу армій «Південна Україна», щоб очолити танкову дивізію. Загинув внаслідок нещасного випадку. Похований в Сленік-Молдові.

## Звання
- Фанен-юнкер (8 серпня 1914)
- Фенріх (24 грудня 1914)
- Лейтенант (12 лютого 1915; патент від 18 лютого 1914)
  - 29 березня 1920 року отримав новий патент від 1 вересня 1915 року.
- Оберлейтенант (1 квітня 1925)
- Ротмістр (1 жовтня 1929)
- Майор (1 жовтня 1935)
- Оберстлейтенант (1 серпня 1938)
- Оберст (1 серпня 1941)
- Генерал-майор (липень 1944; посмертно заднім числом від 1 червня 1944)

## Нагороди
- Залізний хрест 2-го класу
- Нагрудний знак «За поранення» в чорному
- Почесний хрест ветерана війни з мечами
- Медаль «За вислугу років у Вермахті» 4-го, 3-го, 2-го і 1-го класу (25 років)
- Застібка до Залізного хреста 2-го класу
- Залізний хрест 1-го класу